# Vejsvin
Vejsvin er en folkelig betegnelse for de – oftest ukendte – personer, som bidrager til at skæmme landskabet langs vejene ved at kaste affald, emballage, beklædningsgenstande m.m. ud fra køretøjer. En særlig variant består i at man skaffer sig af med sit affald ved at efterlade det i eller ved rastepladsernes affaldsbeholdere. Nogle debattører mener, at problemet er voksende, mens andre stoler på, at den større mængde svineri blot er et udslag af en øget trafiktæthed på alle vejtyper.
Det påstås ofte, at vejsvinene tilhører bestemte aldersgrupper eller socialklasser, men der findes ikke statistisk belæg for nogen af disse påstande. Under alle omstændigheder er adfærden formentlig et udslag af, at vejsvinet ikke overvejer spørgsmålet: "Hvem skal rydde op, når jeg ikke gør det?"
Flere kampagner har været iværksat for at begrænse svineriet; blandt andet har NCC haft flere biler kørende på det danske motorvejsnet med teksten "Vi rydder op, men DU betaler" på bagsmækken.
Danmarks Naturfredningsforening har hvert år store kampagner i april måned med indsamling af affald, af frivillige, både ved veje og i naturen. Alle der tilmelder sig affaldsindsamlingerne har mulighed for at deltage. Der udleveres dertil udstyr, såsom affaldsposer, trafikvest og andet. 